# جون هاريس بيكر
جون هاريس بيكر (بالإنجليزية: John Harris Baker)‏ هو قاضي ومحامي وسياسي أمريكي، ولد في 28 فبراير 1832، وتوفي في 21 أكتوبر 1915 في الولايات المتحدة. حزبياً، نشط في الحزب الجمهوري. انتخب عضو مجلس ولاية إنديانا وانتخب عضو مجلس النواب الأمريكي.